# Teroare în Antarctica
Teroare în Antarctica (titlu original: Deep Freeze) este un film american din 2003 regizat de John Carl Buechler. Rolurile principale au fost interpretate de actorii Götz Otto, David Millbern, Robert Axelrod, Alexandra Kamp, Karen Nieci, Howard Holcomb și Jack Krieger.

## Prezentare
Compania Geotech a construit o mare bază în Antarctica pentru a căuta petrol. În unitate se află Dr. Monica Kelsey (Alexandra Kamp), Nelson Schneider (Götz Otto) și șase lucrători. În timpul unei furtuni puternice, o echipă de cercetători sosește cu elicopterul, forțată să aterizeze din cauza unei furtuni și mai grave care se apropie. Echipa a fost trimisă de Geotech ca să investigheze moartea unui muncitor pe nume Lenny (Robert Axelrod), dispariția lucrătorilor Carl și Lippski și cutremurele misterioase din zona, în speranța de a afla cauza acestor evenimente înainte de sosirea unei echipe de investigație a Națiunilor Unite care ar putea închide baza. 
Liderul echipei, profesorul Ted Jacobson (David Millbern), are legături romantice cu Dr. Kelsey. Restul echipei sale este format din patru studenți postuniversitari: Arianna (Karen Nieci), Tom (Howard Halcomb), Update (David Lenneman) și Curtis (Allen Lee Haff). Un trilobit negru uriaș își face apariția și o atacă pe Dr. Kelsey. Unul câte unul, ceilalți sunt preluați de monstru.

## Distribuție
- Götz Otto - Nelson
- Robert Axelrod - Lenny
- Norman Cole - Munson
- Rebekah Ryan - Kate
- Allen Lee Haff - Curtis
- Alexandra Kamp-Groeneveld - Dr. Monica Kelsey
- Karen Nieci - Arianna
- Howard Holcomb - Tom
- David Millbern - Ted Jacobson
- David Lenneman - Update
- Billy Maddox - Clyde
- Tunde Babalola - Shockley
- Brad Sergi - Jack Krieger